# Оперативно-тактична ракетна зброя
Оперативно-тактична ракетна зброя — «зброя стримування» в локальних конфліктах. Дальність дії до 500 км. Це тактичні балістичні ракети, крилаті ракети та сучасні протикорабельні ракети.
За своїми тактико-технічними даними займає проміжне місце між реактивною артилерією (РСЗВ) та стратегічними ракетами малої дальності.
22 країни мають або можуть виробляти балістичні ракети. Активно розвивають програми створення оперативно-тактичних ракет Індія, Пакистан, Ізраїль, Бразилія, Аргентина, Іран, Китай (КНР), Північна (КНДР) і Південна Корея, Японія та Єгипет.

## Завдання
Сучасний оперативно-тактичний ракетний комплекс має дальність у кількасот кілометрів, значну масу боєголовки (150 — 500 кг) та високу точність (від кількох до кількох десятків метрів). Такі характеристики роблять його потужним джерелом ураження цілей в глибокому тилу супротивника.
Спектр цілей дуже широкий:
- важливі об'єкти інфраструктури (електростанції, залізничні вузли, стратегічні підприємства, мости тощо);
- військові об'єкти (місця дислокації, аеродроми, точки зосередження та вивантаження ворожих військ, штаби, вузли зв'язку тощо);
- малорозмірні важливі військові цілі (ворожі оперативно-тактичні ракетні комплекси, зенітно-ракетні комплекси, радари, реактивні системи залпового вогню великої дальності тощо).

Така зброя може бути стратегічною для невеликих країн і ефективною зброєю стримування в локальних конфліктах.
Якщо в разі можливого збройного конфлікту супротивник матиме велику перевагу в повітрі в зоні конфлікту, можливість ефективного використання авіації для ударів по наземних цілях в тилу супротивника буде дуже і дуже сумнівною.
Оперативно-тактичний ракетний комплекс для таких ударів має великі переваги:
- Траєкторія ракети комплексу керована балістична, вона теоретично може бути перехоплена лише на кінцевій ділянці траєкторії. Завдяки мінімальному часу перебування на цій ділянці та активному протизенітному маневруванню, практично це зробити майже неможливо;
- Порівняно з авіацією, комплекс має низьку вразливість, бо він практично може бути виявлений лише після запуску ракети. Завдяки високій мобільності пускова установка комплексу здатна змінити позицію до появи ворожих засобів ураження;
- Пускові установки базуються на звичайних автомобільних шасі. Ракети мають одноступеневу твердопаливну конструкцію і в межах гарантійного ресурсу не вимагають дорогого обслуговування. Це робить оперативно-тактичний ракетний комплекс незрівнянно дешевшим в обслуговуванні порівняно з авіацією;
- Завдяки величезній кінетичній енергії ракети (висота траєкторії сягає 50 км) оперативно-тактичний ракетний комплекс чудово підходить для ураження захищених цілей.

## Моделі комплексів
- Радянський ОТР «Скад» із відхиленням влучання до 300 м
- Радянський ТР «Точка» з дальністю стрільби 15—70 км та середнім круговим відхиленням 250 м
- Ізраїльський ОТРК «LORA» має як наземне так і морське базування. Дальність стрільби 150—300 км і відхиленням до 10 м.
- Американський ОТРК ATACMS за характеристиками схожий на Ізраїльський ОТРК «LORA»
- Китайський ОТРК B611 має максимальну дальність стрільби — 150 км, а середнє кругове відхилення — 150 м.
- Російський ОТРК «Іскандер-М» має дальність стрільби 50—280 км, а точність ураження цілі сягає 2 м.
- Російський ОТРК «Іскандер-Е» за характеристиками схожий на Ізраїльський ОТРК «LORA»
- Український ОТРК «Грім» (заявлена дальність стрільби 280 км, озвучена можливість створення версії з радіусом дії до 500 км)